# 亨利一世 (巴登-哈赫貝格)
亨利一世（德語：Heinrich I. von Baden；1180年後—1231年7月2日），巴登-哈赫貝格藩侯，赫爾曼四世之子，1190年至1231年在位。

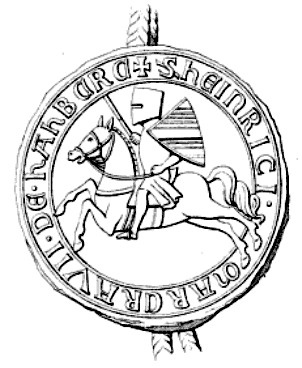
亨利一世

亨利一世與烏拉赫伯爵埃格諾四世的女兒阿格尼絲結婚，他們的兒子是亨利二世。